# فيليب لوكاس
فيليب لوكاس (1 نوفمبر 1963

 في سانت كلود) (بالفرنسية: Philippe Lucas)‏ لاعب كرة قدم فرنسي معتزل كان يجيد اللعب في مركز المهاجم .
لعب لوكاس في أندية غينغان (1980-1982) سوشو (1982-1992) بوردو (1992-1996) .

## وصلات خارجية
- فيليب لوكاس على موقع رابطة كرة القدم الفرنسية للمحترفين (الإنجليزية)
- فيليب لوكاس على موقع قاعدة بيانات كرة القدم.إي يو (الإنجليزية)
- فيليب لوكاس على موقع عالم كرة القدم.نت (الإنجليزية)